# 仙村站
仙村站，位于中国广东省广州市增城区仙村镇，为广深铁路和广石铁路仙村联络线的四等站。该站于1911年启用，现为中国铁路广州局集团广州车务段管辖的四等站，办理货运业务。

## 历史

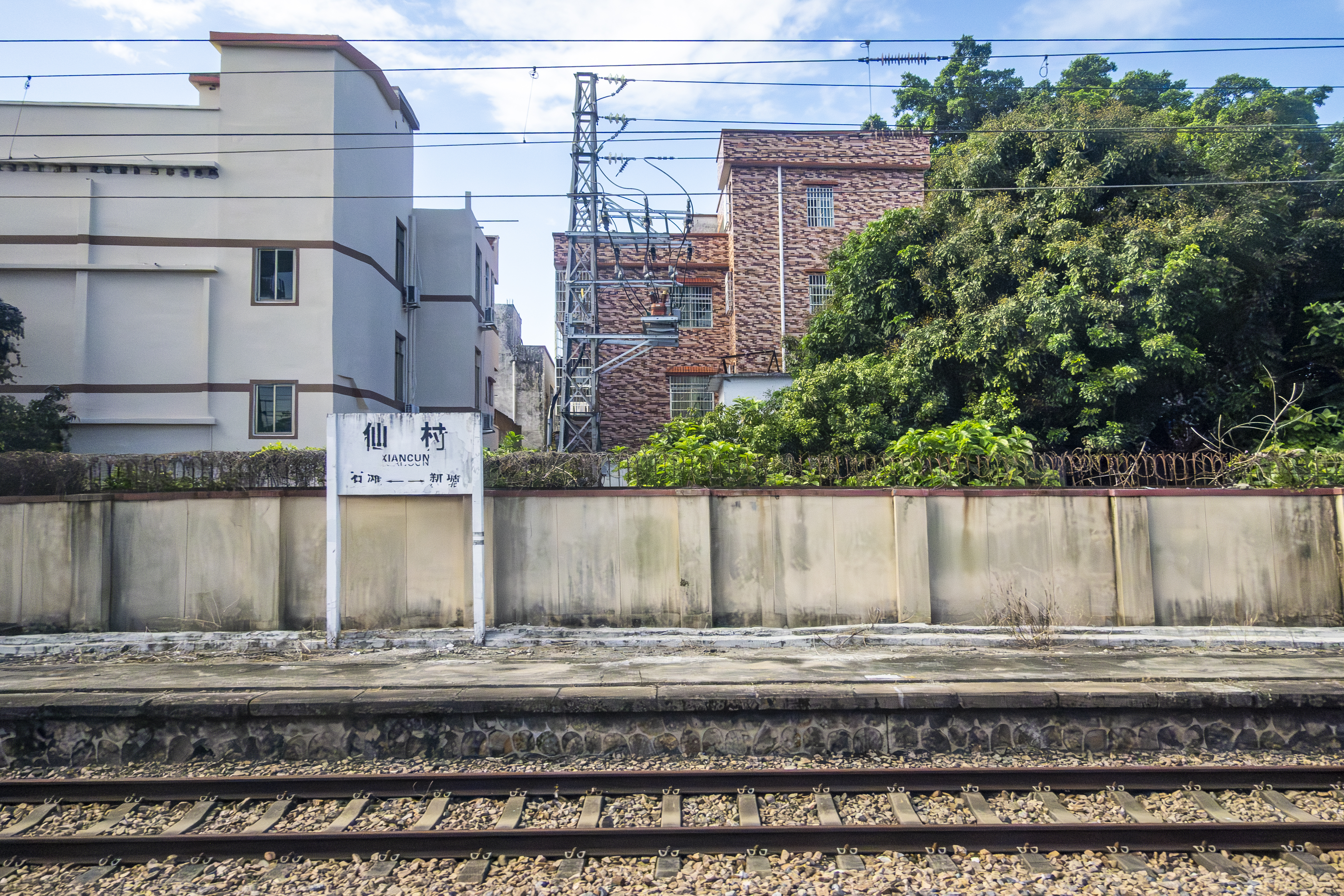
车站站牌

仙村站于1911年启用，是廣九鐵路华段首批建成开通的车站。
1980年代，广深铁路复线建设项目开工，当中本站得到扩建，面积增大近一倍。扩建后，本站获列入快车的停站点。
1990年代以来，增城全境的货运业务逐步集中至本站和红海站办理，本站货运量曾有上升，惟客运量不断下降。2003年9月广深8443/8444次普速列车停运后，本站停办客运业务。2005年7月起，本站货运仅办理专用线和专用铁路整车发到业务。
2010年代，广州市提出修建东北货车外绕线（现名广石铁路），将部分长途客货列车分流至市区外，当中分出一条联络线（仙村联络线）在本站接驳广深铁路。相关工程包括对本站既有东咽喉区进行改造。2021年3月，仙村联络线正式开通。